# Chromosom 20

Idiogram 20. chromosomu człowieka

Chromosom 20 – jeden z 23 parzystych chromosomów człowieka. DNA chromosomu 20 liczy około 63 milionów par nukleotydów, co stanowi od 2 do 2,5% materiału genetycznego ludzkiej komórki. Chromosom 20 jest jednym z najmniejszych ludzkich chromosomów. Liczbę genów chromosomu 20 szacuje się na około 900.

## Geny
- AURKA
- EDN3
- HNF4A
- JAG1
- PANK2
- PRNP
- tTG.

## Choroby
- zespół Alagille’a
- celiakia
- cukrzyca typu MODY 1
- choroba Hirschsprunga
- choroba Hallervordena-Spatza
- choroba Creutzfeldta-Jakoba
- zespół Gerstmanna-Sträusslera-Scheinkera
- rzekoma niedoczynność przytarczyc
- zespół McKusicka-Kaufmana
- zespół Waardenburga